# Kovacsicsné Budavölgyi Veronika
Budavölgyi Veronika (Nagykanizsa, 1988. január 15. –) magyar válogatott lábtoll-labdázó, hatszoros világbajnoki bronzérmes, hétszeres Európa-bajnok, harmincháromszoros országos bajnok, a lábtoll-labda sportág „örökös bajnoka”. 

## Pályafutása

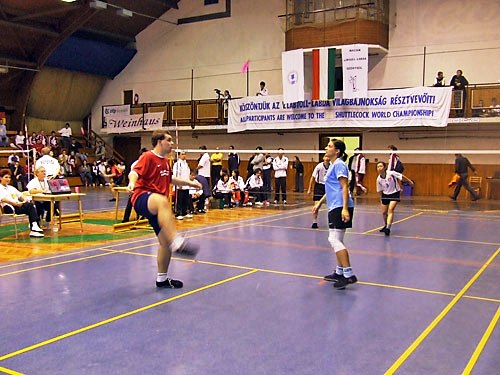
Hartai Attila és Budavölgyi Veronika a 2007-es szolnoki világbajnokságon

A közel tízéves pályafutása alatt a Nagykanizsa ZSE színeiben versenyző Budavölgyi Veronika az európai és a magyar lábtoll-labdázás egyik meghatározó egyénisége volt. A világbajnokságokon hat harmadik, hat negyedik és egy hetedik helyezést ért el. Hétszer nyert Európa-bajnokságot. Tízszeres Hungarian Open és kétszeres German Open győztes. Különböző korcsoportokban a Magyar Köztársaság 43-szoros országos bajnoka. Különleges teljesítményt vitt végbe 2000-ben és 2001-ben, amikor mind a négy korcsoportban – gyermek, serdülő, ifjúsági és felnőtt – ő volt a bajnok. 2009-ben a hazai rendezésű Alfa Top Sport Kupán vonult vissza az aktív versenysporttól. 
2022-től a Kanizsa Médiaház szerkesztő-műsorvezetője. 

## Legfontosabb eredményei
- 140-szer játszott a magyar válogatottban
- hatszoros világbajnoki bronzérmes
- hétszer nyert Európa-bajnokságot
- tízszeres Hungarian Open győztes (nyolcszor csapatban, kétszer egyéniben)
- kétszeres German Open győztes
- 33-szor nyert felnőtt országos bajnokságot
- 11-szeres magyar ranglistagyőztes
- háromszor volt az év játékosa (2005-2007)
- 2009-ben kiérdemelte a lábtoll-labda sportág örökös bajnoki címét (ennek a kitüntetésnek a feltétele 25 db megnyert felnőtt országos bajnoki cím)